# Nymula odites
Nymula odites är en fjärilsart som beskrevs av Pieter Cramer 1765. Nymula odites ingår i släktet Nymula och familjen Riodinidae. Inga underarter finns listade i Catalogue of Life.